# Platycerceis hyalina
Platycerceis hyalina är en kräftdjursart som beskrevs av Baker1926. Platycerceis hyalina ingår i släktet Platycerceis och familjen klotkräftor. Inga underarter finns listade i Catalogue of Life.